# Typhlodromus communis
Typhlodromus communis är en spindeldjursart som beskrevs av Gupta 1980. Typhlodromus communis ingår i släktet Typhlodromus och familjen Phytoseiidae. Inga underarter finns listade i Catalogue of Life.